# Vrbovce
Vrbovce é um município da Eslováquia, situado no distrito de Myjava, na região de Trenčín. Tem 51,52 km² de área e sua população em 2018 foi estimada em 1.497 habitantes.

## Demografia
| Ano:        | 1994 | 2004   | 2014   | 2024   |
| ----------- | ---- | ------ | ------ | ------ |
| Broj ljudi: | 1622 | 1574   | 1539   | 1405   |
| Razlika:    |      | -2,95% | -2,22% | -8,70% |

| Ano:               | 2023 | 2024   |
| ------------------ | ---- | ------ |
| Número de pessoas: | 1420 | 1405   |
| Diferença:         |      | -1,05% |